# Tevonn Walker
Tevonn Walker (Montréal, 7 novembre 1993) è un ex cestista canadese.